# IFK Grängesberg
IFK Grängesberg är en av Västerbergslagens äldsta föreningar. Framgångar och motgångar har varvats under åren. Den största idrottsliga stoltheten hittills var under Olympiska spelen i Amsterdam 1928, när föreningens egen 19-årige spjutkastare, Erik "Målarn" Lundqvist, vann OS-guld med sitt kast på 66,6 meter. Senare satte han även världsrekord - med det första kastet över drömgränsen - 70 meter. Världsrekordkastet mätte hela 71,01 meter. 
När IFK Grängesberg bildades i april 1905 hade första styrelsen följande sammansättning, ordförande var Gustav Lindberg, sekreterare - Jonathan Lindberg, kassör - Karl Bengtsson. Medlemsavgiften var under föreningens första tid, räknat i dåtidens penningvärde, ovanligt hög, hela 1 krona per månad.

## Sektioner

### Fotboll
Under samtliga år har fotbollen varit den största idrotten räknat i antal aktiva medlemmar. Som bäst har herrarna spelat i division II, åren 1932-34 och 1936-1939. Under senare år har herrlaget pendlat mellan div. III och VI. Ironiskt nog var man nere i division VI och vände på föreningens hundrade år. Nu spelar man i division VI (2012).  Damerna har som bäst spelat i division III, 2002-2003, senast spelade laget i division IV (2010). För närvarande (2012) har klubben inget representationslag på damsidan, men dock en livskraftig ungdomsverksamhet på både pojk- och flicksidan. Klubben håller nu till i division VII. (2015)

### Skidor
Vintersporterna, slalom och längdskidåkning är de sektioner inom föreningen som för närvarande har de mest konkurrenskraftiga aktörerna på riksnivå, med ett antal mycket lovande juniorer. Den som kanske mest har utmärkt sig historisk i föreningens vintersporter är Margit Nordin som var den första kvinnan att genomföra Vasaloppet år 1923.

### Cykel
Cykelsektionen har genom några mycket duktiga juniorer i mountainbike, bidragit till att IFK i cykelsammanhang har hamnat på Sverigekartan. Idag har man en stabil och bred barn- och ungdomsverksamhet som ger hopp inför framtiden.

### Friidrott
I friidrott är den största framgången som redan nämnts, OS-guldet och världsrekordet. 
IFK Grängesberg är fortfarande medlem i Svenska friidrottsförbundet. 

## Tidigare sektioner
Förutom ovanstående sektioner som idag är aktiva, har det även funnits sektioner för bandy, handboll, ishockey, orientering, simning och volleyboll.

### Ishockey
Ishockey spelades mellan åren 1952 och 1965. Spel i Div. III var det högsta man uppnådde.

### Bandy
Bandysektionen verkade i IFK åren 1921-35, och perioden 1942-60 med blandade framgångar. Kval till allsvenskan 4 gånger, är smått fantastiska resultat. 1960 bröt sig bandyn ur IFK, och bildade en egen bandyklubb på grund av för stor konkurrens från ishockeyn.

### Handboll
I handboll lyckades damerna ta sig till Allsvenskan 1969, men man tvingades avstå spel i högsta serien av ekonomiska skäl. I och med detta tog gnistan slut för handbollen och man lade ner verksamheten.

### Orientering
Orientering fanns på programmet åren 1934-43. Man hann med att erövra 2 distriktsmästerskap innan det blev en fristående orienteringsklubb.

### Simning
Under åren 1955-66 hade IFK en aktiv simsektion, som även den bildade en fristående förening. 

### Volleyboll
Volleyboll gjorde en kort sejour under åren 1976-79 med kvalspel till div. II som främsta merit.
Anläggningar.
IFK Grängesberg förfogar över de fina anläggningarna Grotfallets skidstadion och Fjällberget där ungdomarna får träna och tävla från tidig höst till sen vår, samt att det dit lockas många turister. 
Fotbollsarenan vid Grängesvallen ägs av Ludvika kommun men bör ändå nämnas då den alltid har varit en stolthet för fotbollsspelare i IFK Grängesberg.

## Grängesbergs marknad
Föreningen har sedan 1953 anordnat höstmarknad. Marknaden har under många år varit Grängesbergs och Ludvika kommuns största publikevenemang och har utvecklats till att bidra med 70 000 besökare i Grängesberg under en hösthelg. 

## Medlemmar
Nu är det cirka 1 000 medlemmar i IFK Grängesberg.